# Bulduklu (Kozan)
Bulduklu ist ein Ortsteil (Mahalle) im Landkreis Kozan der türkischen Provinz Adana mit 395 Einwohnern (Stand: Ende 2024). Im Jahr 2011 hatte der Ort 573 Einwohner.